# 劉天衢
劉天衢（1532年—1608年），字一登，號梅沙，湖廣廣濟縣（今湖北武穴市）人，明朝政治人物。

## 生平
嘉靖四十年（1561年）辛酉科湖廣鄉試第二名舉人。隆慶五年（1571年）中式辛未科會試第九十二名，三甲第一百六十名進士。都察院觀政，授中書舍人。万历三年（1575年）三月选授陕西道试监察御史，七月实授，御史傅应祯等因弹劾首辅张居正而下狱，幸得劉天衢疏救得释。四年二月巡按直隶，督理京通等仓兼理通惠河抽分，并巡视太仓银库，丁憂歸。八年二月复除浙江道御史，巡按四川，八月升山东按察司佥事，丁憂歸。
萬曆十四年（1586年）三月复除山西佥事，十五年七月升陕西右参议，分守关南道，住驻兴安州，十六年升雲南臨沅道副使，平息兵变。二十年升本省金沧道右参政，逢缅甸入犯，移兵屯腾冲，召集八郡材官及诸司土兵，分路讨伐，尽复失地。二十一年十二月以边功升山西按察使，二十五年三月以病乞休，命加太仆寺卿致仕。家居十余年病卒。

## 家族
曾祖劉自遠；祖父劉尚滸；父劉世重，母彭氏；繼母干氏。